# Гамбоа, Хуан Пабло
Хуан Пабло Гамбоа Кук (исп. Juan Pablo Gamboa Cook; род. 24 ноября 1966, Кали, Колумбия) — колумбийский актёр, сделавший карьеру в мексиканском кинематографе.

## Биография
Родился 24 ноября 1966 года в Кали в смешанной семье. Отец по национальности колумбиец, мать — американка. После окончания средней школы поступил в колледж имени Симона Боливара, после окончания средней школы увлекался живописью и литературой. Позже переехал в США и поступил в Университет Хофстра в Нью-Йорке. В 1992 году проходил мимо съёмочной площадки и вдруг на него обратил внимание член съёмочной группы телесериала Мариелена и пригласил его на пробы. Он был утверждён и получил крохотную роль регистратора и затем он принял твёрдое решение стать актёром. Всего снялся в 38 работах в кино и телесериалах, также известен и как певец. Он исполняет как сольные песни, так и песни к некоторым заставкам телесериалов. В 1994 году переехал в Мехико и стал сниматься в этой стране, тогда же он получал роли в культовых телесериалах. Был номинирован 5 раз на три премии, однако они не увенчались успехом.

## Фильмография

### Теленовеллы
- 2016ː La ley del corazón — Juez
- 2016ː Azúcar — Manuel María Solaz
- 2014ː Reina de Corazones — Mauro Montalban
- 2014ː La viuda negra (Colombia - Estados Unidos) — Norm Jones
- 2014ː La suegra - Dr. Domínguez
- 2014ː La ronca de oro — Rubén de la Pava
- 2012ː La ruta blanca (Colombia - México) — Esteban Mejía
- 2012ː ¿Dónde está Elisa? — Vicente León
- 2010ː Secretos de familia — Carlos Hidalgo
- 2009ː Las detectivas y el Víctor — Roberto Becker
- 2008ː Súper pá - Nicolás Cortés
- 2007ː Pura sangre — Federico Lagos
- 2005-2006ː Vuelo 1503 — Jorge Pineda
- 2005ː La ley del silencio — Leopoldo
- 2003ː Ángel rebelde — Camilo Salazar
- 2003ː Niña amada mía — César Fábregas
- 2001ː Злоумышленница — Esteban Fernández
- 2001ː Aventuras en el tiempo — Salvador
- 2000-2001ː Личико ангела  — Noe Gamboa
- 1999ː Alma rebelde  — Alessandro Villareal
- 1998-1999ː El diario de Daniela — Pepe Linares
- 1998ː Узурпаторша — Guillermo "Willy" Montero
- 1997ː Esmeralda  — Dr. Álvaro Lazcano
- 1996ːPrisioneros del amor — Juan Felipe Sáenz de la Peña
- 1995-1996ː Morelia — Osvaldo Valenzuela
- 1995ː Si nos dejan
- 1992ː Мариелена — Recepcionista

### Многосезонные ситкомы
- 2017: El Comandante (Colombia) — Andres Ventunini
- 2013-2015: Cumbia Ninja (Colombia) — Victor Carbajal, padre de Juana
- 2014ː Trampas de falopio (Colombia)
- 2009ː Tiempo final (Colombia) — Agente Northon
- 2008ː Súper Pá (Colombia) — Nicolás Cortés
- 2001-2002ː Женщина, случаи из реальной жизни (1985-2007; México) — Varios episodios

### Художественные фильмы
- 2017: Mariposas Verdes (Colombia)
- 2012ː Gallows Hill (Colombia-Estados Unidos-Reino Unido)
- 2008ː La vida era en serio (Colombia)
- 2007ː Kings of South Beach (EUA-TV) — Danny Hayes
- 2004ː Cuando el cielo es azul (Perú)
- 2002ː Vampires: Los Muertos (Estados Unidos) — Gringo
- 2002ː King of Texas (USA-TV) — Weems
- 2002ː Fidel (USA-TV) — Embajador de EUA en Cuba
- 2000ː El milagro (México)